# Если бы стены могли говорить 2
«Если бы стены могли говорить 2» (англ. If These Walls Could Talk 2) — телевизионный фильм, состоящий из трёх новелл (по аналогии с фильмом 1996 года «Если бы стены могли говорить»), снятый тремя режиссёрами.

## Сюжет
Описание: Три женщины сняли три новеллы о любви и любовных отношениях, в которых есть все, кроме… мужчин.

### 1961
История двух пожилых женщин, которые всю жизнь любили друг друга: копили деньги, купили дом, обставили его. Но после смерти одной из партнерш вторая осталась без ничего. Несчастный случай отнял у неё не только любимого человека, но и дом. Оказалось, что единственным законным наследником является троюродный племянник. Он и его жена равнодушно обсуждают планы продажи дома и просят пожилую даму покинуть дом, даже не вникая в то, что она потеряла свою возлюбленную, а в дом, оформленный на покойную, вложила все, что заработала за свою жизнь.

### 1972
История двух девушек, которые решили, что им не нужны мужчины. Они сделали это ещё до того, как встретились. Но после первых свиданий одна из них почувствовала, что традиционные взгляды общества сильней её любви. Теперь нужно преодолеть свои комплексы и снова попробовать стать счастливой.

### 2000
В наше время никто не будет унижать двух взрослых женщин потому, что они любят друг друга и не скрывают этого. Но как завести ребёнка, если переспать с мужчиной означает измену. Для этого есть доноры «сливок» (так «это» называется в медицинском центре беременности) — неизвестные полицейские, пловцы, плотники, один из которых подарит счастливой паре ребёнка при помощи искусственного зачатия.

## В ролях
| В ролях          |  | Персонаж        |
| ---------------- |  | --------------- |
| Ванесса Редгрейв |  | Эдит Три        |
| Мэриэн Селдес    |  | Эбби Хэдли      |
| Пол Джаматти     |  | Тед Хэдли       |
| Элизабет Перкинс |  | Элис Хэдли      |
| Дженни O'Хара    |  | Мардж Карпентер |
| Марли МакКлин    |  | Мэгги Хэдли     |
|                  |  |                 |

| В ролях        |  | Персонаж  |
| -------------- |  | --------- |
| Мишель Уильямс |  | Линда     |
| Хлоя Севиньи   |  | Эми       |
| Ниа Лонг       |  | Карен     |
| Наташа Лионн   |  | Джинн     |
| Хитер МакКомб  |  | Диана     |
| Эми Карлсон    |  | Мишель    |
| Ли Гарлингтон  |  | Джорджетт |

| В ролях          |  | Персонаж |
| ---------------- |  | -------- |
| Шэрон Стоун      |  | Фрэн     |
| Эллен ДеДженерес |  | Кэл      |
| Реджина Кинг     |  | Элли     |
| Кэти Наджими     |  | Доктор   |
| Мишелль Андерсон |  | Арнольд  |
| Джордж Ньюберн   |  | Том      |
|                  |  |          |

## Награды
- Эмми — «Лучшая актриса второго плана в мини-сериале или фильме» (Ванесса Редгрейв)
- Золотой глобус — «Лучшая актриса в сериале, мини-сериале или телевизионном фильме» (Ванесса Редгрейв)
- А также 5 других наград и 8 номинаций различных кинофестивалей..